# Saint-Marcellin-en-Forez
Pour les articles homonymes, voir Saint-Marcellin.
Saint-Marcellin-en-Forez [sɛ̃ maʁsəlɛ̃ ɑ̃ fɔʁɛ], (en Arpitan : Sent-Marcelyin, en Occitan : Sant-Marcelin) est une commune française située dans la région du Forez, plus précisément dans le sud du département de la Loire, en régionAuvergne-Rhône-Alpes, elle fait partie de Loire Forez Agglomération.

## Géographie

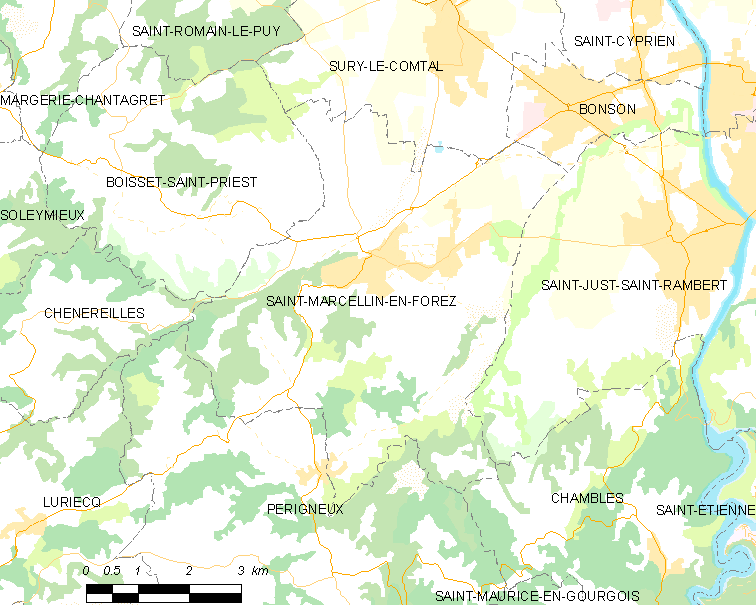
Localisation du village et des communes aux alentours

La commune est située au pied des monts du Forez dans le Massif central, à 20 km au sud-est de Montbrison et 24 km de la préfecture, Saint-Étienne.
| Boisset-Saint-Priest | Sury-le-Comtal           | Bonson                   |
| Chenereilles         | Saint-Marcellin-en-Forez | Saint-Just-Saint-Rambert |
| Périgneux            |                          | Chambles                 |

Elle est composée du centre bourg et de hameaux environnants : les Plantées, Grézieux, la Roche, le Mas, etc.
Le bourg s'est considérablement agrandi au cours des années 1980-1990 du fait de l'intérêt des citadins stéphanois pour la plaine du Forez (cf. évolution démographique de la commune).
Elle est voisine avec les communes de Périgneux, Bonson, Sury-le-Comtal, Chambles et Saint-Just-Saint-Rambert.

### Climat
Pour des articles plus généraux, voir Climat d'Auvergne-Rhône-Alpes et Climat de la Loire.
En 2010, le climat de la commune est de type climat océanique dégradé des plaines du Centre et du Nord, selon une étude du Centre national de la recherche scientifique s'appuyant sur une série de données couvrant la période 1971-2000. En 2020, Météo-France publie une typologie des climats de la France métropolitaine dans laquelle la commune est exposée à un climat de montagne ou de marges de montagne et est dans la région climatique Nord-est du Massif Central, caractérisée par une pluviométrie annuelle de 800 à 1 200 mm, bien répartie dans l’année.
Pour la période 1971-2000, la température annuelle moyenne est de 10,8 °C, avec une amplitude thermique annuelle de 16,9 °C. Le cumul annuel moyen de précipitations est de 723 mm, avec 8,3 jours de précipitations en janvier et 6,9 jours en juillet. Pour la période 1991-2020, la température moyenne annuelle observée sur la station météorologique de Météo-France la plus proche, « Saint-Étienne-Bouthéon », sur la commune d'Andrézieux-Bouthéon à 8 km à vol d'oiseau, est de 11,9 °C et le cumul annuel moyen de précipitations est de 728,3 mm,. Pour l'avenir, les paramètres climatiques de la commune estimés pour 2050 selon différents scénarios d'émission de gaz à effet de serre sont consultables sur un site dédié publié par Météo-France en novembre 2022.
| Mois                                  | jan.             | fév.             | mars             | avril           | mai             | juin            | jui.           | août           | sep.            | oct.            | nov.             | déc.             | année      |
| ------------------------------------- | ---------------- | ---------------- | ---------------- | --------------- | --------------- | --------------- | -------------- | -------------- | --------------- | --------------- | ---------------- | ---------------- | ---------- |
| Température minimale moyenne (°C)     | 0,3              | 0,2              | 2,6              | 5               | 9               | 12,6            | 14,4           | 14,2           | 10,7            | 8,1             | 3,7              | 1,1              | 6,8        |
| Température moyenne (°C)              | 3,8              | 4,5              | 7,8              | 10,7            | 14,6            | 18,5            | 20,7           | 20,6           | 16,4            | 12,7            | 7,6              | 4,6              | 11,9       |
| Température maximale moyenne (°C)     | 7,3              | 8,8              | 13,1             | 16,3            | 20,3            | 24,5            | 26,9           | 26,9           | 22,2            | 17,3            | 11,4             | 8                | 16,9       |
| Record de froid (°C) date du record   | −25,6 04.01.1971 | −22,5 11.02.1956 | −13,9 08.03.1971 | −7,4 08.04.21   | −3,9 01.05.1976 | −0,6 03.06.1962 | 2,9 01.07.1972 | 1,1 26.08.1966 | −2,6 26.09.1972 | −6,2 30.10.1950 | −10,6 26.11.1955 | −18,6 22.12.1963 | −25,6 1971 |
| Record de chaleur (°C) date du record | 20 10.01.15      | 23,2 24.02.1990  | 26,4 25.03.1981  | 28,8 16.04.1949 | 33,7 13.05.15   | 38 27.06.19     | 41,1 07.07.15  | 40,9 24.08.23  | 36 13.09.1987   | 32,4 02.10.23   | 25,2 09.11.1985  | 20,2 25.12.1983  | 41,1 2015  |
| Ensoleillement (h)                    | 814              | 1 086            | 1 623            | 1 862           | 2 137           | 2 407           | 2 751          | 2 591          | 1 932           | 1 347           | 876              | 758              | 20 184     |
| Précipitations (mm)                   | 38,3             | 30,3             | 33,9             | 55              | 81,5            | 80,8            | 77,2           | 72,8           | 70,3            | 76,2            | 73               | 39               | 728,3      |

## Urbanisme

### Typologie
Au 1er janvier 2024, Saint-Marcellin-en-Forez est catégorisée bourg rural, selon la nouvelle grille communale de densité à sept niveaux définie par l'Insee en 2022.
Elle appartient à l'unité urbaine de Saint-Marcellin-en-Forez, une unité urbaine monocommunale constituant une ville isolée,. Par ailleurs la commune fait partie de l'aire d'attraction de Saint-Étienne, dont elle est une commune de la couronne,. Cette aire, qui regroupe 105 communes, est catégorisée dans les aires de 200 000 à moins de 700 000 habitants,.

### Occupation des sols
L'occupation des sols de la commune, telle qu'elle ressort de la base de données européenne d’occupation biophysique des sols Corine Land Cover (CLC), est marquée par l'importance des territoires agricoles (66,8 % en 2018), en diminution par rapport à 1990 (69,1 %). La répartition détaillée en 2018 est la suivante : 
prairies (38,7 %), forêts (21,5 %), zones agricoles hétérogènes (21 %), zones urbanisées (7,4 %), terres arables (7,1 %), milieux à végétation arbustive et/ou herbacée (4,3 %). L'évolution de l’occupation des sols de la commune et de ses infrastructures peut être observée sur les différentes représentations cartographiques du territoire : la carte de Cassini (XVIIIe siècle), la carte d'état-major (1820-1866) et les cartes ou photos aériennes de l'IGN pour la période actuelle (1950 à aujourd'hui).

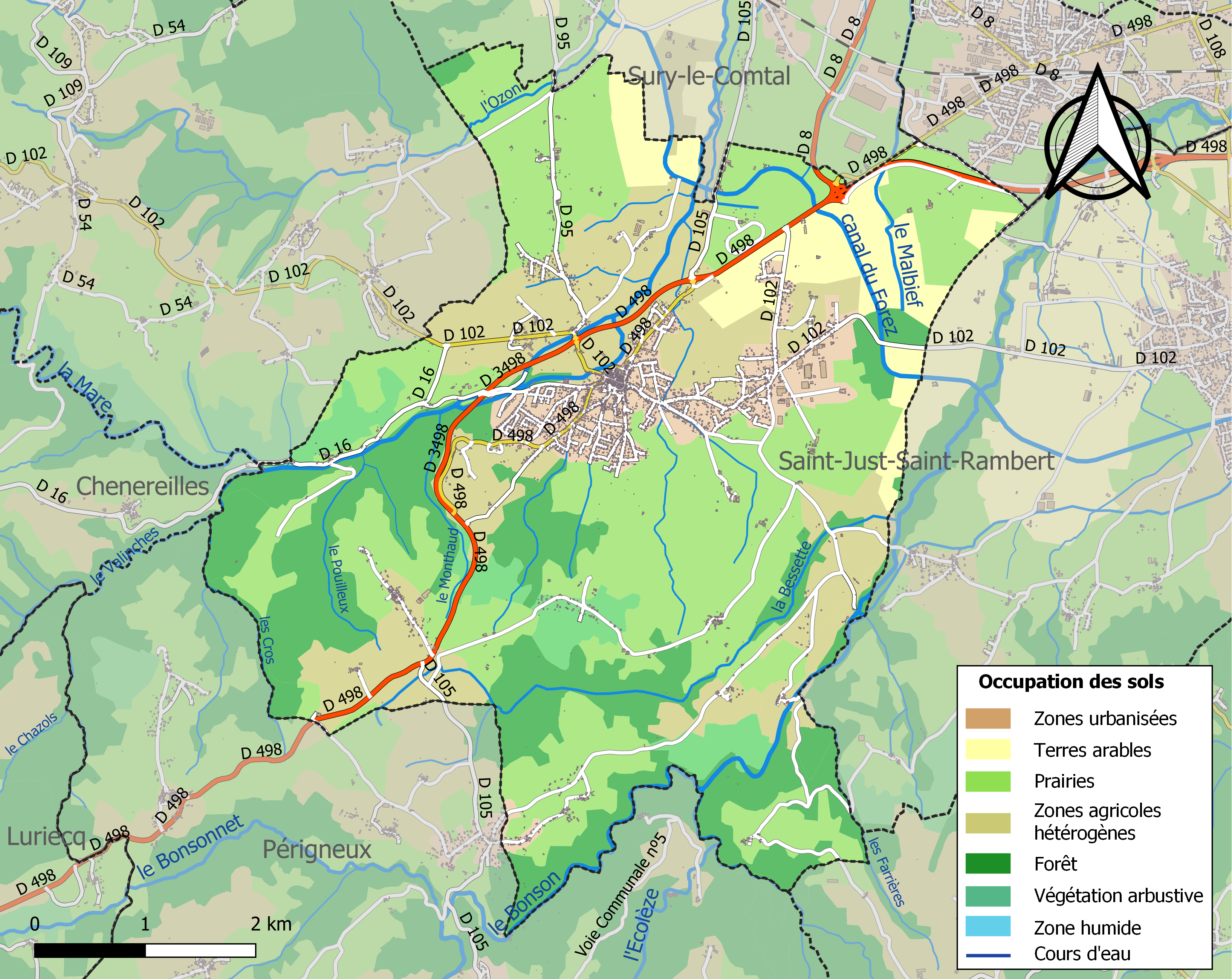
Carte des infrastructures et de l'occupation des sols de la commune en 2018 (CLC).

## Histoire
Avant 984 : commune probablement habitée, si l'on en croit la découverte de pièces de monnaie datant du IVe siècle.
984 : traces les plus anciennes de la commune de Saint-Marcellin-en-Forez.
XIIIe siècle (avant 1225) : construction initiale de l'église (celle-ci a subi beaucoup de modifications au cours du temps, comme la présence d'un clocher de style gothique dans une église romane).
1286 : première mention des remparts du bourg.
XIVe siècle : construction du pont du Diable, enjambant la Mare au lieu-dit Vérines.
1450 : Guillaume Revel représente le bourg de Saint-Marcellin dans son armorial.
1636 : construction du manoir du Colombier situé en face de l'hôtel Bouthéon, à l'extérieur des remparts (occupé par des appartements privés).
1858 (16 juillet) : effondrement du donjon de Saint-Marcellin situé sur les remparts d'enceinte du bourg.
1941 : changement du nom de la commune : Saint-Marcellin devient Saint-Marcellin-en-Forez.
2004 : inauguration du nouvel hôtel de ville et de la maison de l'Armorial dans l'hôtel Bouthéon.

## Politique et administration
Saint-Marcellin-en-Forez faisait partie de la communauté de communes Forez Sud en 1996, puis de la communauté d'agglomération de Loire Forez de 2003 à 2016 et a ensuite intégré Loire Forez Agglomération.

### Liste des maires
Au premier tour des élections municipales de 2014, Éric Lardon est élu par 1 186 voix, contre 523 pour Guy Janin et 401 pour Michel Berger.
| Période                                  | Période   | Identité             | Étiquette | Qualité |
| ---------------------------------------- | --------- | -------------------- | --------- | ------- |
| Les données manquantes sont à compléter. |           |                      |           |         |
| mars 1971                                | mars 1977 | Jean Rolland         | SE        |         |
| mars 1977                                | mars 1983 | Jean Barnier         | SE        |         |
| mars 1983                                | mars 1989 | Jean-Baptiste Orlhac | SE        |         |
| mars 1989                                | mars 1995 | Jean Barnier         | SE        |         |
| mars 1995                                | mars 2001 | Michel Berger        | SE        |         |
| mars 2001                                | mars 2008 | Gérard Laurent       | SE        |         |
| mars 2008                                | mars 2014 | Michel Berger        | DVG       |         |
| mars 2014                                | En cours  | Éric Lardon          | SE-DVD    |         |

### Jumelages
- Marta (Italie) (Italie).

## Démographie
L'évolution du nombre d'habitants est connue à travers les recensements de la population effectués dans la commune depuis 1793. Pour les communes de moins de 10 000 habitants, une enquête de recensement portant sur toute la population est réalisée tous les cinq ans, les populations de référence des années intermédiaires étant quant à elles estimées par interpolation ou extrapolation. Pour la commune, le premier recensement exhaustif entrant dans le cadre du nouveau dispositif a été réalisé en 2007.

En 2022, la commune comptait 5 088 habitants, en évolution de +6,89 % par rapport à 2016 (Loire : +1,32 %, France hors Mayotte : +2,11 %).
| 1793  | 1800  | 1806  | 1821  | 1831  | 1836  | 1841  | 1846  | 1851  |
| ----- | ----- | ----- | ----- | ----- | ----- | ----- | ----- | ----- |
| 1 500 | 1 342 | 1 649 | 1 805 | 1 740 | 1 824 | 1 718 | 1 985 | 2 018 |

| 1856  | 1861  | 1866  | 1872  | 1876  | 1881  | 1886  | 1891  | 1896  |
| ----- | ----- | ----- | ----- | ----- | ----- | ----- | ----- | ----- |
| 1 938 | 2 011 | 2 000 | 1 995 | 1 936 | 2 017 | 2 228 | 1 979 | 2 050 |

| 1901  | 1906  | 1911  | 1921  | 1926  | 1931  | 1936  | 1946  | 1954  |
| ----- | ----- | ----- | ----- | ----- | ----- | ----- | ----- | ----- |
| 2 060 | 1 987 | 1 994 | 1 901 | 1 936 | 1 868 | 1 726 | 1 704 | 1 807 |

| 1962  | 1968  | 1975  | 1982  | 1990  | 1999  | 2006  | 2007  | 2012  |
| ----- | ----- | ----- | ----- | ----- | ----- | ----- | ----- | ----- |
| 1 915 | 2 096 | 2 312 | 2 931 | 3 133 | 3 373 | 4 019 | 4 110 | 4 376 |

| 2017  | 2022  | - | - | - | - | - | - | - |
| ----- | ----- | - | - | - | - | - | - | - |
| 4 848 | 5 088 | - | - | - | - | - | - | - |

## Culture locale et patrimoine
Langues locales
Saint Marcellin possède un patrimoine linguistique assez particulier, car, historiquement, comme l'Abbé Pinton le décrit dans son ouvrage "O la veilla" (à la veillé), le village est coupé en deux, le nord où on parle traditionnelement Arpitan (Forézien), et le sud qui appartien lui au domaine Occitan (Vivaro-Alpin). Le patois marcellinois s'est éteint vers la fin du XXème siècle, avec les derniers locuteurs, qui naquirent début XXème siècle. Le parler marcellinois reste proche de tout les autres parles Forézien. Même si le village étant à la frontière linguistique avec l'Occitan, on ressent dans ce patois une forte influence de sa langue voisine. Particularité de ce patois comparé aux autres patois Forézien.
- Les "Ch" de St Marcellin deviennent "Ts" vers les monts du Forez. Ex : Le chat (St Marcellin) devient le Tsa (St Jean Soleymieux).

Ouvrages sur le Patois Forézien de Saint Marcellin en Forez :
- "O la veilla" (A la veillé). Ouvrage composé d'histoire, d'annecdotes de village et de contes populaires traduit en patois Forézien marcellinois.
- "Enquêtes sur le parler encien des marcellinois". Ceci est un dictionnaire, composé de deux ouvrages, qui comprend un lexique de mot, unilatéral (forézien au français), une explication sur la prononciation (graphie etc...), et également un essaie sur la conjugaison local.
Ouvrages sur le Patois Occitan de Saint Marcellin en Forez :
Aucun ouvrage a ce jour n'a été trouve sur le Parler Occitan de ce village. (si jamais des sources sont trouvées, les rajouter).

### Édifices et sites
Saint-Marcellin-en-Forez comporte plusieurs monuments :
- l'église Saint-Marcellin, romane (XIIe siècle). La Nef, le pignon de façade, et la tour du clocher sous le clocher ont été inscrits au titre des monuments historiques en 1939[23]
- la chapelle Sainte-Catherine (XIIe siècle) ;
- la Maison de l'Armorial ou espace Revel (centre d'interprétation sur les villes et villages fortifiés du Forez au XVe siècle), dans l'hôtel de Bouthéon ;
- le manoir du Colombier (1636) ;
- le pont du Diable ;
- le bourg médiéval et son rempart d'enceinte du XIIIe siècle ;
- la maison Renaissance (devenue une agence du Crédit agricole).

### Personnalités liées à la commune
- Benoît (1899-1980) et Eugène Faure (1902-1975), frères et coureurs cyclistes nés sur la commune.
- Fabien Planet (1982-), pilote professionnel d'enduro, multiple champion de France et champion du monde par équipe, est natif de la commune.
- Anne Mandon, championne du monde de Yoseikan Budo, catégorie féminine moins de 54 kg[réf. nécessaire].

### Héraldique
|  | Les armoiries de Saint-Marcellin-en-Forez se blasonnent ainsi : De gueules au pont de pierre de deux arches d'or, celle de dextre plus petite, maçonné de sable, soutenu par deux fasces ondées d'argent et surmonté d'un dauphin d'or. Créateur Daniel Juric. |